# Jacques du Broeuq

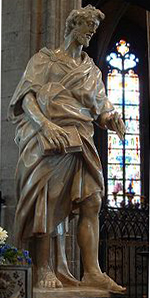
Sant Bartomeu per Jacques du Broeuq

Jacques du Broeucq va ser un escultor i arquitecte actiu al sud dels Països Baixos, nascut prop de 1505 i mort el 1584. És considerat un dels més importants artistes de renaixement als Països Baixos meridionals.

## Biografia
Nascut cap a 1505, encara que els historiadors no es posen d'acord sobre el seu lloc de naixement: alguns ho situen en Saint-Omer (actualment França], en Pas de Calais) i d'altres a Mons (actualment Bèlgica).
Abans de 1539, va viatjar probablement a Itàlia. Entre 1539-1540, es trasllada a Mons i roman allà fins al final de la seva vida. De fet en aquest moment, els arxius són testimoni per primera vegada de la seva presència a Mons. Es fa menció de la seva ubicació en un annex de l'escola per a nens pobres. Més tard, va comprar una casa a la vora de l'hospital de les «germanes grises».
El 1540, va dirigir els treballs al castell de Boussu. També participa en la construcció del mausoleu d'Eustache de Croy a la catedral de Notre Dame de Saint Omer. Entre 1541-1545, va lliurar la primera escultura en alabastre per a la col·legiata de Sainte Waudru de Mons, i va començar la construcció del castell de Binche de Maria d'Àustria. El 1547 es van iniciar les obres del Castell Mariemont. També crea els plànols de l'Ajuntament de Beaumont. L'anyl 1553, dissenya els plànols per a una residència secundària de Carles V a Brussel·les. De 1560 a 1565 els dedica a completar la restauració de Binche i Mariemont. Durant el 1561, traça els plànols per a les fortificacions de Luxemburg i Thionville. Entre 1570-1572, realitza els plànols del gran portal de la col·legiata de Saint Waudru. La seva defunció va tenir lloc el 30 de setembre de 1584 a Mons, celebrant-se el seu funeral a la col·legiata de Saint Waudru el 3 d'octubre. Va ser enterrat al cor de la col·legiata.

## Obres
- El castell de Boussu (1540)
- Mausoleu d'Eustache de Croÿ de la Cathédrale Notre-Dame de Saint-Omer (1540)
- Escultures en alabastre per a la col·legiata de Sainte Waudru a Mons (1541-1545)
- El castell de Maria d'Àustria a Binche (1545)
- El castell de Mariemont (1547)
- Tres obres per a la capella funerària dels senyors de Boussu: 
  - Jean d'Hénin-Liétard comte de Boussu i la seva esposa Anne de Bourgogne;
  - Una tomba en estil manierista representant un home agonitzant (segle xvi);
  - Una sorprenent tomba representant un cadàver en estat de putrefacció anomenat l'Homme à moulons (segle xvi).

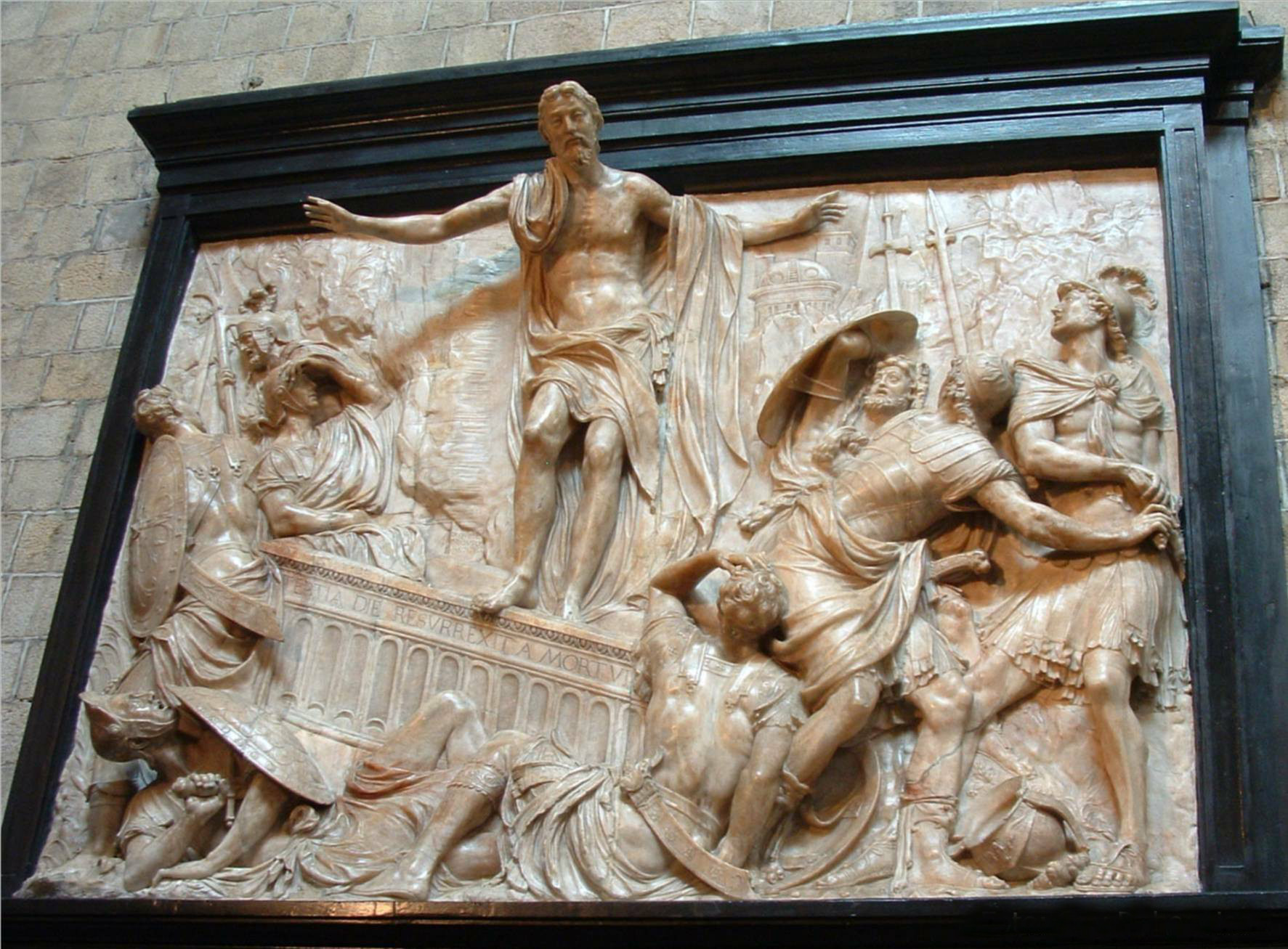
La Resurrecció
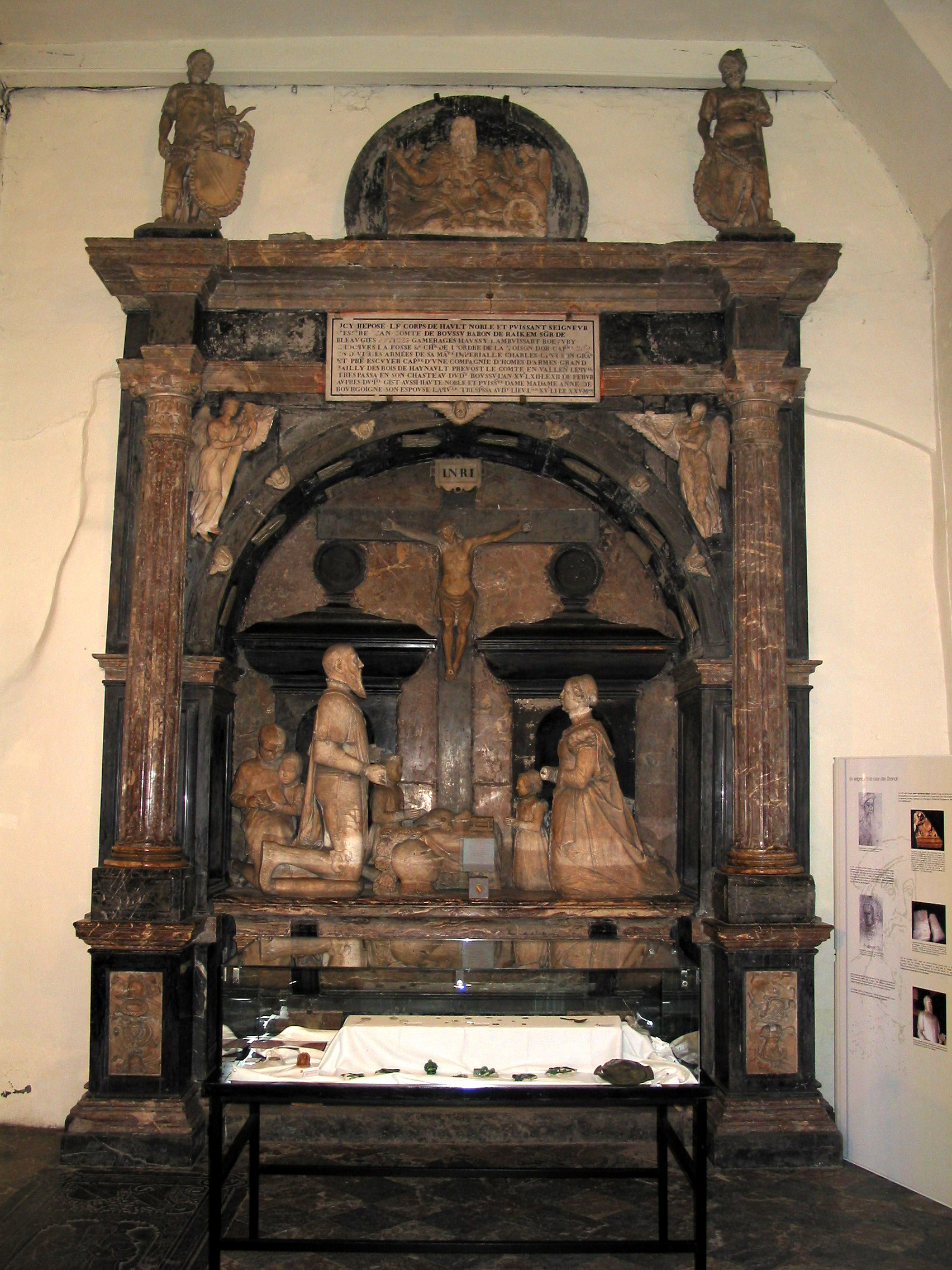
Mausoleu del comte Jean d'Hennin-Liétard i la seva esposa Anne de Borgonya
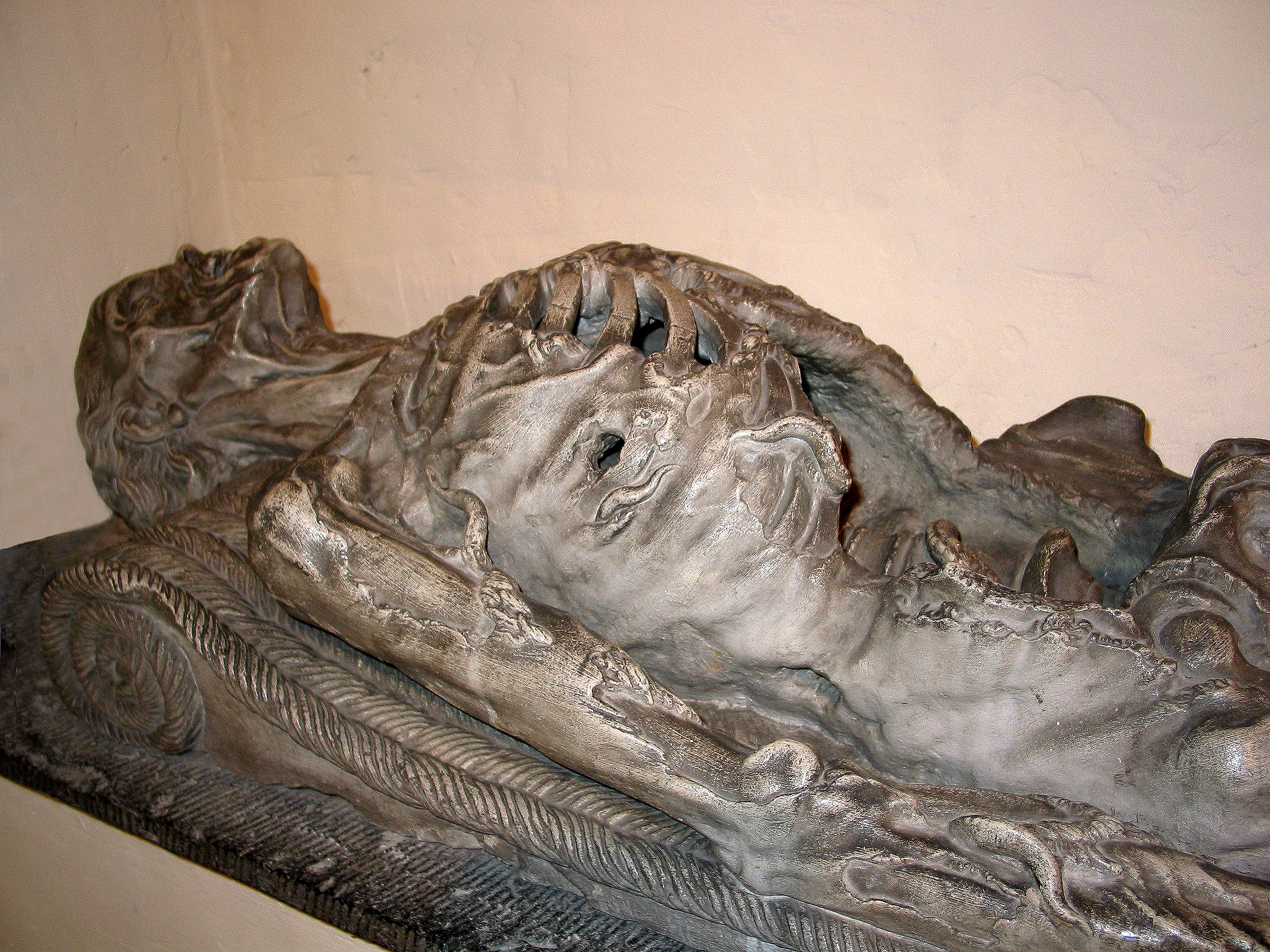
Tomba anomenada l'Homme à moulons
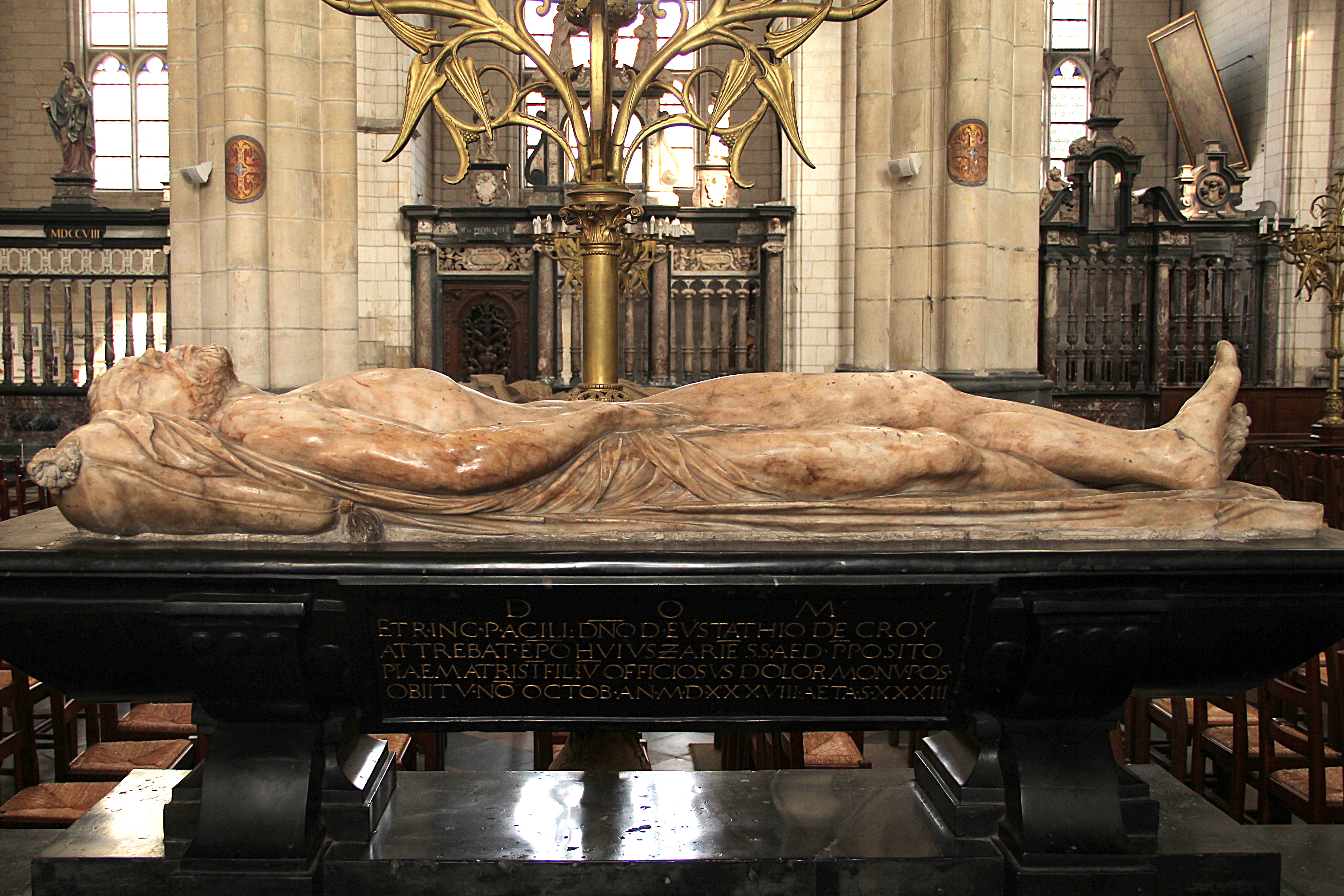
Mausoleu de Eustache de Croÿ